# 조지 버나드 쇼
조지 버나드 쇼(영어: George Bernard Shaw, 1856년 7월 26일~1950년 11월 2일)는 버나드 쇼라는 필명으로 활동한 아일랜드의 극작가, 평론가, 웅변가이자 정치 운동가였다. 쇼의 여러 활동은 1880년대부터 그가 사망한 이후까지 서양의 연극, 문화, 정치 분야에서 큰 영향력을 남겼다. 그는 《사람과 초인》(1902), 《피그말리온》(1913), 《세인트 존》(1923)과 같은 주요 작품을 포함하여 60편 이상의 희곡을 집필했다. 현대 사회의 풍자와 역사적 우의를 모두 아우르는 쇼의 작품은 당시를 대표하는 극작가가 되었고, 이후 1925년 노벨 문학상을 수상했다.

## 생애
조지 버너드 쇼는 아일랜드 더블린의 프로테스탄트 집안에서 1남 2녀 가운데 막내로 출생하였다. 정부 인사로 근무하던 그의 아버지는 곡물상으로 사업에 손을 대었다가 실패하였고, 그 후로 집안이 급격히 기울기 시작했다.
모친으로부터의 영향으로 음악에 흥미를 가져서 받은 성악 레슨은 후에 연설자가 되었을 때 큰 도움이 되었다고 한다. 일반적인 학교교육을 받았으나 성적은 거의 최하위, 다만 작문은 뛰어났으며 쇼의 흥미는 문학, 음악, 그래픽 아트 등에 있었다. 가난하여 초등학교만 나왔을 뿐이나, 사환으로 일하면서 음악과 그림을 배웠으며 소설도 썼다.
1871년에는 더블린의 토지 중개사무소에 근무, 십대 후반을 보냈지만 일에 대해 흥미가 없었다. 여러 신문잡지에 투고하였으며, 경제적 이유로 모친이 두 딸을 데리고 런던으로 나와 음악교사가 되자 쇼도 그들 뒤를 따라 1876년에 런던으로 나왔다. 이후 단기간의 에디슨 전화사 근무를 제외하고는 직업을 가진 일이 없었다. 런던의 예술가들과 사귀어 각 신문에 원고를 썼으나 수입이 적어 양친의 도움으로 생활했다. 1879년부터 83년에 걸쳐 5편의 소설을 썼으나 모두 출판사로부터 거절당하고 그 가운데 4편은 친구의 잡지에 게재되었다.
1882년 9월, 헨리 조지의 연설을 듣고서 쇼는 사회주의로 나아갔다. 카를 마르크스의 '자본론'에 크게 감동받아 마르크스 연구를 비롯, 1884년 창설 직후였던 온건 좌파 단체 페이비언 협회를 협회에 참가하여 많은 사회사상가와 사귄다. 그 가운데에는 카를 마르크스의 딸 에레아놀 마르크스도 있었다.

### 비평가로서의 쇼
1885년부터 1898년까지 13년 동안 쇼는 신문 잡지의 비평란을 담당하여 주로 음악·미술·연극·문학의 시평(時評)을 했다. 모두가 영국 비평계의 최고 수준을 과시하는 것이며, 특히 1895년에 시작되는 <새터데이 레뷔>에서의 연극비평은 오늘날 모범이 될 만한 관찰력을 보여주고 있다. 그의 입센 옹호, 셰익스피어 비판, 당시의 인기작가 피네로 비판은 다대한 반향을 일으켰다. 쇼의 평론으로는 <입세니즘의 진수(眞髓)>(1891, 1913), <예술의 정기(正氣)>(1895), <완전한 바그너파(派)>(1898) 등이 중요한 것으로 손꼽힌다.

### 극작가로서의 쇼
그는 스스로도 많은 극을 써서 연극계에 새로운 바람을 불어넣었다. 풍자와 기지로 가득 찬 신랄한 작품을 쓰기로 유명하다.
쇼가 극작에 전념하기 시작한 것은 비교적 늦다. 1885년부터 쓰기 시작했던 최초의 희곡 <홀아비의 집>은 1892년까지 완성되었으며 런던의 로열티 극장에서 상연되었다. 이어 입센 스타일의 새로운 여성을 다룬 <사랑을 섭렵하는 사람>(1893), 근대 매춘기업을 폭로한 <워렌 부인의 직업>(1893)은 모두 극장측에서 상연이 거부되었으나 1894년에 상연된 <무기와 사람>으로 쇼는 극작가로서의 지위를 굳혔다.
그 뒤 <캔디다>(1894), <운명의 사람>(1895), <악마의 제자>(1897), <시저와 클레오파트라>(1898), <인간과 초인>(1903) 등으로 쇼는 세계적인 유행작가가 된다. 그러나 예술적으로는 이러한 전기의 작품보다 후기의 <하트브레이크 하우스>(1913-16)나 <성녀 조앤(Saint Joan)>(1923)이 훨씬 우수하다는 것이 정설이다.
쇼의 인물은 거의가 작가의 대변자이며 그 작품은 자기 사상을 진술하는 것 이외의 아무것도 아니라는 비난, 혹은 그와 반대로 쇼는 단순한 감상적인 오락작가에 불과하다는 비난이 적지 않다. 그러나 표면적 사상선전극 및 오락극 내부에 깃들인 참된 아이러니스트로서의 쇼의 모습을 보지 못한다면 <바버러 소령>(1905)이나 <하트브레이크 하우스>가 지니는 독자적인 희극성을 이해할 수는 없을 것이다. 그의 작품을 이해하려면 확실히 그가 말했듯이 우선 그의 사고방식에 익숙해져야 할는지 모른다.
| “ | "(나의 작품을 이해하려면) 나의 전작품을 적어도 2회 이상은 읽고 그것을 10년 동안 계속해달라" | ” |
|   | — 조지 버너드 쇼                                                                            |   |

## 주요 작품

### 소설
- 1886년 카셀 바이런의 직업 (Cashel Byron's Profession)
- 1887년 비사회적 사회주의자 (An Unsocial Socialist)
- 1900년 Love among the Artists – Unauthorized ed.
- 1914년 Love among the Artists - 1 st authorized ed.
- 1905년 The Irrational Knot
- 1931년 미성숙 (Immaturity) – 1879년에 집필
- 1958년 미완성의 소설 (An Unfinished Novel)

### 희곡
- 1892년 홀아비의 집 (Widowers' Houses)
- 1894년 무기와 사람 (Arms and the Man)
- 1895년 운명의 사람 (The Man of Destiny)
- 1912년-1913년 피그말리온 (Pygmalion)
- 1923년 성녀 조앤 (Saint Joan)

### 평론집
- 《쇼, 음악을 말하다》(이석호 역, 포노, 2021). 한국어판. 쇼의 평론집 London Music in 1888-89 as Heard by Corno di Bassetto(London: Constable, 1937), Music in London 1890-94 vol. I II III(London: Constable, 1932) 등에서 발췌하여 한국어로 옮긴 책.

## 참고 자료
- 이 문서에는 다음커뮤니케이션(현 카카오)에서 GFDL 또는 CC-SA 라이선스로 배포한 글로벌 세계대백과사전의 내용을 기초로 작성된 글이 포함되어 있습니다.